# Deklarace o názvu a postavení chorvatského spisovného jazyka

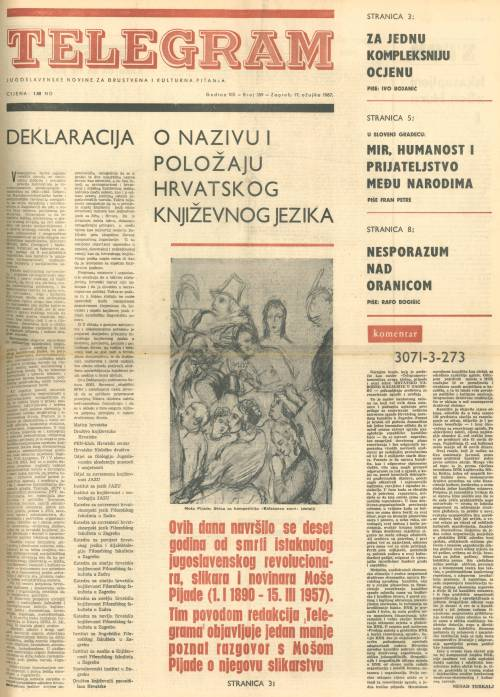
Text deklerace vyšel v chorvatském literárním časopise Telegram

Deklarace o názvu a postavení chorvatského spisovného jazyka, (chorvatsky Deklaracija o nazivu i položaju hrvatskog književnog jezika) byla vydána 17. března 1967 celkem sedmnácti kulturními institucemi s Maticí chorvatskou v čele. Vydání tohoto dokumentu odstartovalo proces známý později jako Chorvatské jaro a zasadilo velké rány jazykové jednotě Chorvatů a Srbů.
Deklerace se ostře vymezila vůči srbskému jazyku; považovala společný srbochorvatský jazyk za jen jako výmluvný termín, sloužící k pronikání srbské terminologie a používání typicky srbských výrazů do chorvatského prostředí i kultury. Jako řešení považovali signatáři, což bylo něco přes stovku chorvatských intelektuálů (včetně například Miroslava Krleži, takový přístup, kdy by se v Chorvatsku používal výhradně chorvatský jazyk, dále přeložení všech dokumentů a zákonů. Kromě slovinského a makedonského jazyka by tak nyní svazové instituce musely vše překládat ještě znovu, do jazyka chorvatského. Rozdělen však zůstal Svaz komunistů Chorvatska. Mnozí se obávali nárůstu nacionalismu a rozbití křehké chorvatsko-srbské jednoty, byť i v oblasti jazykové. Proti dekleraci vystoupil např. vlivný chorvatský komunista Vladimir Bakarić, který 31. března 1967 prohlásil, že se jedná o dokument nepřátelský k jednotě a dnešní fázi revoluce.
Popularita tohoto dokumentu mezi Chorvaty postupem času rostla. Velkou odezvu našel u řady studentů. Na přelomu 60. a 70. let se počet členů Matice chorvatské zněkolikanásobil.
V Srbsku a na svazové úrovni vyvolala deklerace z jedné strany odpor, z druhé však i odpověď "stejnou mírou". Několik desítek osob sepsalo dokument predlog za razmišljanje (návrh k zamyšlení), ve kterém odsoudilo jak vídeňskou jazykovou dohodu jihoslovanských obrozenců, tak i Novosadskou dohodu z roku 1954 (které byly uznány za mrtvý dokument. Naopak chtěli vlastní oddělený srbský jazyk, což by znamenalo také i změnu pro srbskou menšinu v Chorvatsku. Rozklížení chorvatsko-srbských vztahů byla pro Jugoslávii velmi vážná otázka. Zahraniční tisk, který si celé záležitosti všiml, mluvil o krizi, jakou země od války dosud nezažila. Jugoslávské komunistické vedení se problému velice obávalo.